# Tripalea
Tripalea is een geslacht van neteldieren uit de klasse van de Anthozoa (bloemdieren).

## Soort
- Tripalea clavaria (Studer, 1878)